# Chlorotherion consimilis
Chlorotherion consimilis är en skalbaggsart som beskrevs av Dmytro Zajciw 1962. Chlorotherion consimilis ingår i släktet Chlorotherion och familjen långhorningar. Inga underarter finns listade i Catalogue of Life.